# Freetown Sibun
Freetown Sibun ist ein Ort im Süden des Belize District in Belize.

## Geographie
Freetown Sibun ist ein Ort am Sibun River. Der Ort liegt auf dem Nordufer des Flusses und ist mit einer einzelnen Straße mit  Hattieville im Nordwesten verbunden.
Im Ort gibt es eine Kirche der Siebenten-Tags-Adventisten.